# تاريخ جبال الألب

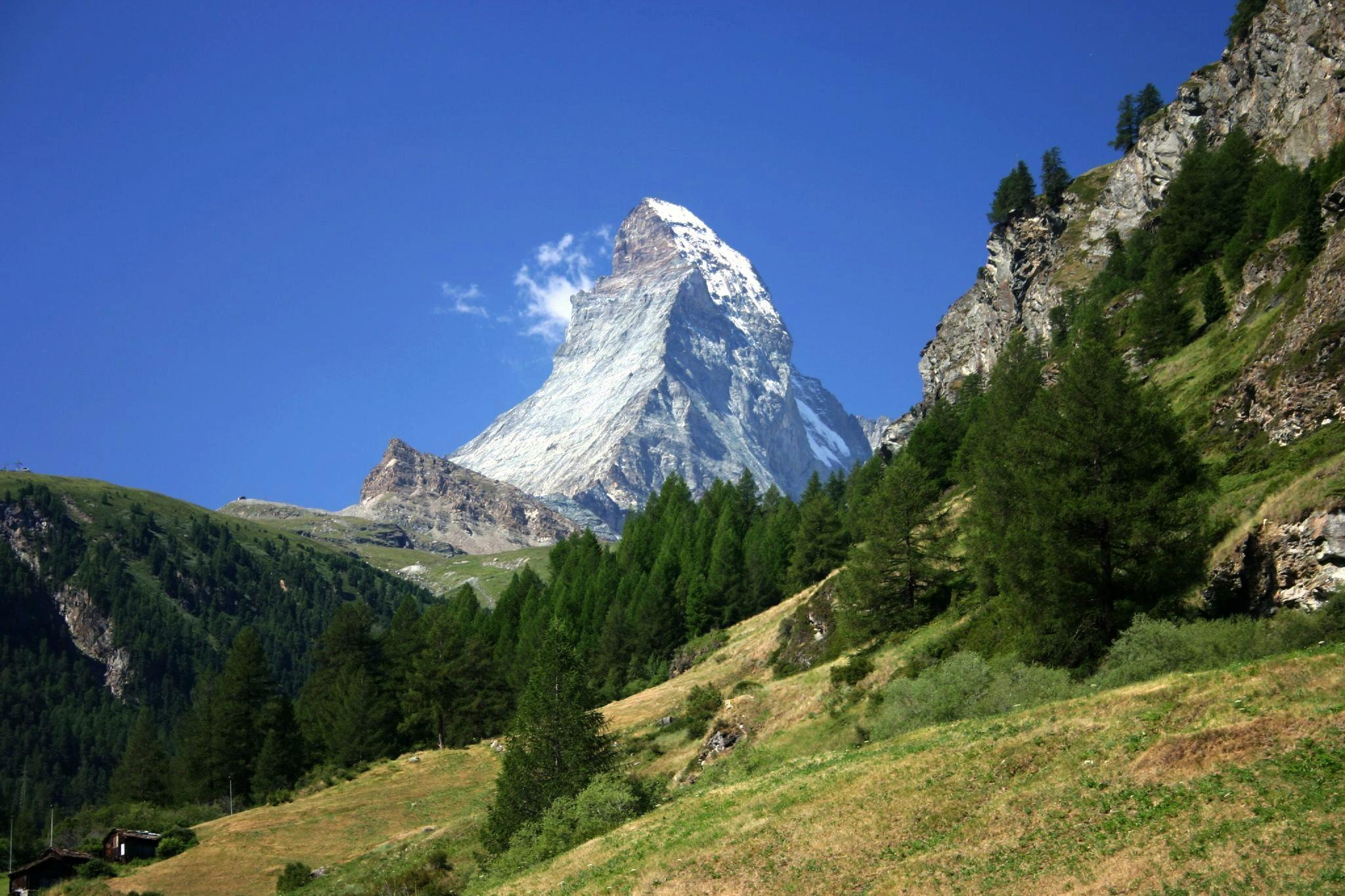
منظر للماترهورن الواقع ضمن جبال الألب

كانت وديان جبال الألب مأهولة بالسكان منذ عصور ما قبل التاريخ. تتركز ثقافة سكان جبال الألب، التي تطورت هناك، على الرعي.
حاليًا، جبال الألب مقسمة على ثماني بلدان: فرنسا وموناكو وإيطاليا وسويسرا وليختنشتاين والنمسا وألمانيا وسلوفينيا. في سنة 1991، عُقدت الاتفاقية الألبانية لتنظيم هذه المنطقة العابرة للحدود، والتي تبلغ مساحتها حوالي 000ˌ190 كيلومتر مربع (000ˌ73 ميل مربع).

## التاريخ المبكر (قبل سنة 1200)
تُظهر كهوف الوايلدكيرشل في جبال الألب أبينزيل آثارًا لسكن النياندرتال. خلال العصور الجليدية، تغطت جميع جبال الألب بالثلج. تشريحيًا، وصل الإنسان المعاصر إلى منطقة جبال الألب قبل 000ˌ30 سنة مضت. هابلوغروب (ك) الحمض النووي للميتوكوندريا، هو علامة وراثية مرتبطة بمنطقة جنوب شرق جبال الألب، المؤرخة قبل 12000-000ˌ15 سنة مضت.
تظهر آثار الرعي في العصر الحجري الحديث. في العصر البرونزي، شكلت جبال الألب حدود ثقافات الأرنفيلد والتيرامير. عاشت المومياء التي وجدت في جبال الألب «أوتزتال»، والتي عرفت بـ أوتزي رجل الثلج 3200 سنة قبل الميلاد. في تلك المرحلة، كان معظم السكان قد تحولوا بالفعل من اقتصاد قائم على الصيد والتجمع  إلى اقتصاد قائم على الزراعة وتربية الحيوانات. لا يزال السؤال مفتوحًا حول ما إذا كانت أشكال الحراك الرعوي، مثل الترحال (تربية الابقار)، موجودة بالفعل في عصور ما قبل التاريخ.
يرجع تاريخ أقدم الحسابات التاريخية إلى الفترة اليونانية، وعلى الأغلب إلى الأنثوغرافيا اليونانية-الرومانية، مع بعض الأدلة الكتابية التي ترجع إلى الريتانيين وليبونتي والغالس، حيث يحتل ليغوريان وفينيتي الهامش في الجنوب الغربي والجنوب الشرقي على التوالي خلال القرنين الرابع والثالث قبل الميلاد. تعود الرسومات الصخرية في فالكامونيكا إلى هذه الفترة. ظهرت لنا بعض التفاصيل عن غزو العديد من قبائل جبال الألب بواسطة أوغسطس، وكذلك معارك هانيبال عبر جبال الألب. تحالفت معظم قبائل الغال المحلية مع القرطاجيين في الحرب البونية الثانية، والتي فقدت روما خلالها سيطرتها على معظم شمال إيطاليا. كان الغزو الروماني لإيطاليا قد اكتمل فقط بعد النصر الروماني على قرطاج، بحلول عام 190 قبل الميلاد.
بين عامي 35 و6 قبل الميلاد، جرى دمج منطقة جبال الألب تدريجيًا في الإمبراطورية الرومانية المتوسعة. يحتفل النصب المعاصر تروبيوم ألبيوم في لا توربي بالفوز الذي حققه الرومان على 46 قبيلة في هذه الجبال. يسمح البناء اللاحق للطرق فوق جبال الألب أولًا بالربط بين المستوطنات الرومانية الجنوبية والشمالية في جبال الألب، وفي النهاية، تم دمج سكان جبال الألب مع الثقافة الإمبراطورية. وقد سقط وادي رون العلوي أو فاليس بوينينا أمام الرومان بعد معركة في أوكتودورس (مارتيني) في عام 57 قبل الميلاد. تأسست أوستا في 25 قبل الميلاد باسم أوغوستا برايتوريا سالاسوروم في أراضي سالاسي السابقة. جرى غزو رائيتيا في عام 15 قبل الميلاد.
مع تقسيم الإمبراطورية الرومانية وانهيار الجزء الغربي منها في القرنين الرابع والخامس، عادت علاقات القوة في منطقة جبال الألب إلى أبعادها المحلية. في كثير من الأحيان أصبحت الأبرشيات مراكز مهمة. بينما في إيطاليا وجنوب فرنسا، أُنشئت الأبرشيات في جبال الألب الغربية في وقت مبكر (ابتداء من القرن الرابع) وأسفرت عن العديد من الرؤى الصغيرة. في جبال الألب الشرقية، استمرت هذه الأسس في القرن الثالث عشر وكانت الأبرشيات عادة أكبر. كما شجعت الأديرة الجديدة في الوديان الجبلية على تنصير السكان. في تلك الفترة كانت المنطقة الأساسية للقوى السياسية فوق الإقليمية تقع أساسًا شمال جبال الألب، أولًا في الإمبراطورية الكارولنجية وبعد ذلك (بعد انقسامها) في فرنسا والإمبراطورية الرومانية المقدسة. كان على الأباطرة الألمان، الذين استلموا الإمبراطورية من البابا في روما بين القرنين التاسع والخامس عشر، عبور جبال الألب مع مرافقيهم.
في القرن السابع، استوطن السلاف معظم جبال الألب الشرقية. بين القرن السابع والتاسع، كانت الإمارة السلافية في كارانتانيا موجودة كواحدة من الأنظمة غير الجرمانية القليلة في جبال الألب. كان السلاف الألبيون، الذين سكنوا غالبية النمسا وسلوفينيا الحالية، قد نُقلوا إلى ألمانيا تدريجيًا من القرن التاسع إلى القرن الرابع عشر. السلوفينيون هم أحفادهم في أقصى الجنوب.
تُعرف الهجرة والاحتلال المتتاليين لمنطقة جبال الألب من قبل الألامانيون من القرن السادس إلى الثامن، فقط من خلال المخطط. بالنسبة للتاريخ «السائد» للفرنجة ولاحقًا إمبراطورية هابسبورغ، كان لجبال الألب أهمية إستراتيجية كعقبة، لا كمناظر طبيعية، وبالتالي كان لممرات جبال الألب أهمية كبيرة عسكريًا.
بين عامي 889 و973، كانت الجالية المسلمة موجودة في فراكسينتوم في جبال الألب الغربية. قام هؤلاء «المسلمون» كما كانوا معروفين، بحظر ممرات جبال الألب للمسافرين المسيحيين حتى تم طردهم من قبل القوات المسيحية بقيادة أردوين غلابر في عام 973، وعند هذه النقطة كانت تجارة ما وراء جبال الألب قادرة على استئنافها.
لا يمكن تتبع التاريخ المحلي لأجزاء مختلفة من جبال الألب حتى الانهيار النهائي للإمبراطورية الكارولنجية في القرنين العاشر والحادي عشر، لا سيما مع هجرات الوالسر العليا في العصور الوسطى.

## في وقت لاحق من العصور الوسطى إلى العصر الحديث في وقت مبكر (1200)
يصف المؤرخ الفرنسي فرناند براديل، في كتابه الشهير عن حضارة البحر المتوسط، جبال الألب بأنها «مجموعة استثنائية من الجبال من وجهة نظر الموارد والتخصصات الجماعية ونوعية سكانها وعدد الطرق الجيدة». جاء هذا الوجود الإنساني الرائع في منطقة جبال الألب إلى حيز الوجود مع النمو السكاني والتوسع الزراعي في القرون الوسطى العليا. في البداية، هيمن شكل مختلط من الزراعة وتربية الحيوانات على الاقتصاد. ثم، من العصور الوسطى المتأخرة فصاعدًا، مالت الماشية لتحل محل الخراف باعتبارها الحيوانات المهيمنة. في مناطق قليلة من المنحدر الشمالي لجبال الألب، أصبحت تربية الماشية موجهة بشكل متزايد نحو الأسواق بعيدة المدى والاستعاضة عن الزراعة بالكامل. في الوقت نفسه كانت هناك أنواع أخرى من التبادل بين الأقاليم وما وراء جبال الألب تزداد في الأهمية. كان الممر الأكثر أهمية هو ممر برينر، والذي أمكنه أن يستوعب حركة مرور العربات ابتداءً من القرن الخامس عشر. في جبال الألب الغربية والوسطى، كانت التمريرات عملية فقط عن طريق دواب الحمل حتى حوالي عام 1800.
كان الدافع وراء عملية تشكيل الدولة في جبال الألب هو القرب من المناطق المحورية للنزاعات الأوروبية كما في الحروب الإيطالية في الفترة من 1494 إلى 1559. في تلك الفترة، انحرفت الهياكل الاجتماعية والسياسية لمناطق جبال الألب. يمكن للمرء تحديد ثلاثة نماذج تنموية مختلفة: التمركز الأميري (جبال الألب الغربية)، والنموذج المحلي (سويسرا) ونموذج وسيط، يتميز بطبقة نبلاء قوية (جبال الألب الشرقية).
حتى أواخر القرن التاسع عشر، بقيت العديد من أودية جبال الألب بشكل أساسي من خلال الأنشطة الزراعية والرعوية. فضل النمو السكاني تكثيف استخدام الأراضي وانتشار إنتاج الذرة والبطاطا والجبن. لا يبدو أن موسم النمو الأقصر على ارتفاعات أعلى كان عائقا حتى حوالي عام 1700. لكن في وقت لاحق، أصبح عقبة رئيسية أمام زيادة تكثيف الزراعة، لا سيما بالمقارنة مع الأراضي المنخفضة المحيطية حيث زادت إنتاجية الأراضي بسرعة. داخل منطقة جبال الألب، كان هناك فرق واضح بين الأجزاء الغربية والوسطى، والتي كانت تسيطر عليها المؤسسات الزراعية الصغيرة، والجزء الشرقي، الذي كان يتميز بالمزارع المتوسطة أو الكبيرة. كانت الهجرة إلى المناطق الحضرية في المناطق المحيطة بها واضحة بالفعل قبل عام 1500 وكانت مؤقتة في كثير من الأحيان. في جبال الألب نفسها، كان التحضر بطيئًا.

### جبال الألب الوسطى
في جبال الألب الوسطى الحدث الرئيسي، فعلى الجانب الشمالي من السلسلة، التكوين التدريجي من عام 1291 إلى 1516 للكونفدرالية السويسرية، على الأقل فيما يتعلق بالكانتونات الجبلية، مع إشارة خاصة إلى الاتحادات المستقلة لجريسنس وفاليه، التي أصبح أعضاؤها كاملين في الاتحاد فقط عامي 1803 و1815 على التوالي. كان للجنوب جاذبية قوية جدًا بالنسبة لكل من إقليم الغابات ومقاطعة جريسنس، حيث حاول كلاهما تأمين أجزاء مختلفة من ميلانو وفعلوها بالفعل.
كان ممر غوتهارد معروفًا في العصور القديمة باسم إدولا مونز، ولكنه لم يكن أحد ممرات جبال الألب المهمة نظرًا لاجتياز مضيق شولينين شمال الممر. تغير هذا بشكل كبير مع بناء ما يسمى جسر الشيطان بحلول عام 1230. على الفور تقريبًا، في عام 1231، مُنح وادي أوري غير المهم سابقًا الإمبريالية الفورية وأصبح الطريق الرئيسي الذي يربط ألمانيا وإيطاليا. وفي عام 1230 أيضًا، بُني دار ضيافة مخصص لجوتهارد قديس هيلدشايم على الممر لاستيعاب المهاجرين إلى روما الذين أصبحوا يسلكون هذا الطريق. كانت الأهمية الاستراتيجية المفاجئة للقوى الأوروبية التي اكتسبتها فيما يشكل الآن سويسرا الوسطى عاملًا مهمًا في تشكيل الكونفدرالية السويسرية القديمة التي بدأت في أواخر القرن الثالث عشر.

### جبال الألب الغربية
في حالة جبال الألب الغربية (باستثناء جزء من سلسلة مون بلان إلى ممر سيمبلون)، حدث صراع طويل من أجل السيطرة بين أمراء سافوي ودوفيني وبروفانس. في عام 1349، سقطت دوفيني في يد فرنسا، بينما في عام 1388 انتقلت مقاطعة نيس من بروفانس إلى سافوي، التي احتفظ أميرها بعد ذلك أيضًا بـ بييمونتي بالإضافة إلى أراضٍ أخرى على الجانب الإيطالي من جبال الألب. اقتصر الصراع من حينها فصاعدًا على فرنسا وبيت سافوي، لكن فرنسا نجحت شيئا فشيئًا في دفع بيت سافوي عبر جبال الألب، ما أجبرها على أن تصبح قوة إيطالية بحتة.
كانت نقطة الإنطلاق في التنافس هي معاهدة أوترخت عام 1713، التي تنازلت بموجبها فرنسا عن مناطق سافوي في جبال الألب في إكسيليس وباردونيتش (باردونيشي)  وأولكس وفينستريل وشاتان دوفين، بينما سلمت سافوي إلى فرنسا وادي بارسلونيت الذي يقع على المنحدر الغربي لجبال الألب ويشكل جزءًا من مقاطعة نيس. حدث الفعل الأخير في هذا الكفاح المستمر منذ عام 1860، عندما حصلت فرنسا عن طريق التنازل على بقية مقاطعة نيس وأيضًا على سافوي، وبالتالي بقيت الحاكم الوحيد على المنحدر الغربي لجبال الألب.

## وصلات خارجية
- International Society for Alpine History
- International Scientific Committee on Research in the Alps
- Commission Internationale pour la Protection des Alpes CIPRA
- Alpine Convention نسخة محفوظة 11 يوليو 2019 على موقع واي باك مشين.